# Gaertnerstraße 11

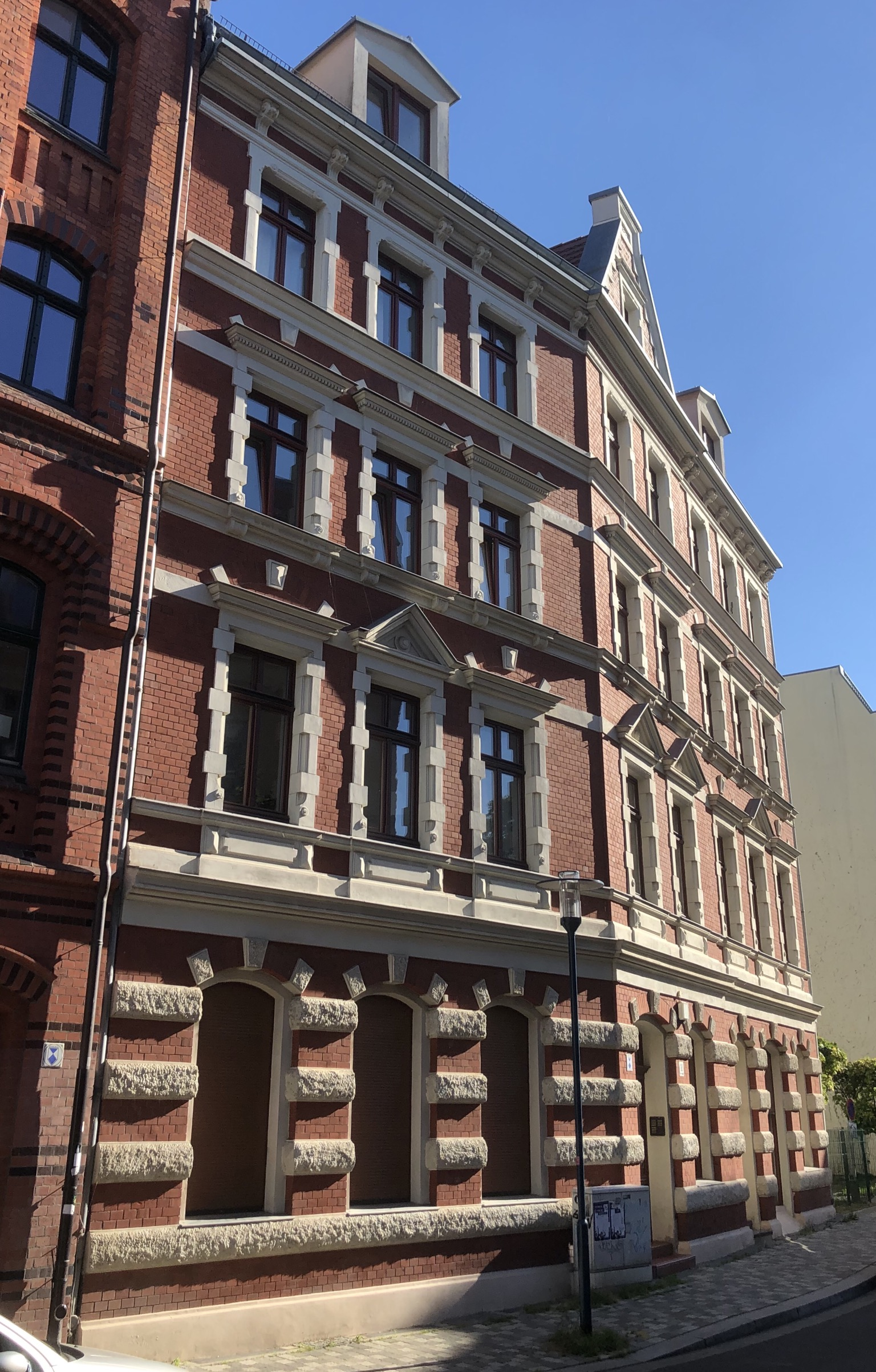
Gaertnerstraße 11 in Magdeburg, 2020

Das Gebäude Gaertnerstraße 11 ist ein denkmalgeschütztes Wohnhaus in Magdeburg in Sachsen-Anhalt.

## Lage
Es befindet sich auf der Südseite der Gaertnerstraße im Magdeburger Stadtteil Buckau. Die Bauflucht des Hauses knickt, dem Verlauf der Straße folgend, ab. Östlich des Gebäudes grenzt der gleichfalls denkmalgeschützte Bau Gaertnerstraße 12, Schönebecker Straße 29, 30 an.

## Architektur und Geschichte
Das viergeschossige Gebäude entstand 1886/87 für den Architekten G. Schmidt. Die Baupläne wurden vom bekannten Buckauer Kommunalpolitiker Christian Andreas Schmidt unterzeichnet. Am Knick der Fassade besteht ein zweiachsiger, flacher Risalit, in dessen linker Achse sich im Erdgeschoss der Hauseingang befindet. An der Fassade des Erdgeschosses befindet sich ein aus Ziegel- und Putzbändern bestehendes Streifendekor. Oberhalb der Fensteröffnungen befinden sich Fensterverdachungen in Form von Dreiecksgiebeln und Kragplatten. Die Fassade ist mit aus Putz gefertigten Schmuckelementen verziert. Auf dem Dach befindet sich ein mit einem Giebel versehener Dacherker, an dem sich die Jahreszahl 1886 befindet.
Im örtlichen Denkmalverzeichnis ist das Wohnhaus unter der Erfassungsnummer 094 17826 als Baudenkmal verzeichnet.
Das Haus gilt als Teil des engen gründerzeitlichen Straßenzugs als städtebaulich bedeutsam. Zugleich ist es ein sozialgeschichtliches Dokument der einfachen bis mittleren Wohnverhältnisse der Bauzeit im Industrieort Buckau.